# Metalimnobia novaeangliae
Metalimnobia novaeangliae är en tvåvingeart som först beskrevs av Alexander 1929.  Metalimnobia novaeangliae ingår i släktet Metalimnobia och familjen småharkrankar. Inga underarter finns listade i Catalogue of Life.